# Италианска социалдемократическа партия
Италианската социалдемократическа партия (ПДСИ) (на италиански: Partito Democratico Sociale Italiano, PDSI) е либерална политическа партия в Кралство Италия.

## История
Италианската социалдемократическа партия е създадена за общите избори през 1919 г. от сливането на Съюза на конституционната демократическа партия с няколко други малки партии от либералната левица. По този повод ПДСИ, която е особено силна в Южна Италия, печели 10,9% от гласовете и 60 места в Камарата на представителите.
Четири години по-късно, през 1921 г. на общите избори, ПДСИ печели само 4,7% от гласовете и 29 места.
През януари 1922 г. официално е създаден Националният съвет на социалдемокрацията и радикализма; това събитие се счита за дата на официалното формиране на ПДСИ и на разпадането на Италианската радикална партия. Основателите на новата партия са Джовани Колона, Артуро Лабриола и Еторе Сачи.
След похода към Рим, Социалдемократическата партия участва в правителството на Бенито Мусолини до юли 1924 г. ПДСИ взима едва 1,6% от гласовете на общите избори същата година. Партията е закрита от фашисткия режим със закон през 1926 г., както и всички други нефашистки партии.
След Втората световна война, някои от членовете ѝ се присъединяват към Трудовата демократическа партия, която е с център-лява ориентация

## Избори
| Камара на представителите |                            |                |                   |     |                |
| Година                    | # от гласовете             | % от общия вот | # от общите места | +/– | Лидер          |
| 1919 г.                   | 622 310 (#4)               | 10.9           | 60 / 535          | –   | Джовани Колона |
| 1921 г.                   | част от Национални блокове | –              | 29 / 535          | –   | Джовани Колона |
| 1924 г.                   | 111 035 (#10)              | 1.6            | 10 / 535          | –   | Джовани Колона |